# 2004 FU162
2004 FU162 (também escrito como 2004 FU162) é um pequeno asteroide que passou dentro de cerca de 6 000 km da superfície terrestre em 31 de março de 2004 Às 15:35 UTC. Ele tem um diâmetro estimado com apenas 6 metros. Isso significa que ele iria queimar-se a partir da fricção atmosférica antes de atingir o solo, no caso de um impacto com a Terra.
Em 26 de março de 2010, pode ter passado dentro de 0.0825 UA (12,3 milhões de quilômetros) da Terra, mas com um parâmetro de incerteza, de 9, a sua órbita é mal determinada.

## Descoberta
2004 FU162 foi descoberto no dia 31 de março de 2004, pelo Lincoln Near-Earth Asteroid Research (LINEAR). Porém, a sua descoberta não foi anunciada até 22 de agosto de 2004.

## Órbita
A órbita de 2004 FU162 tem uma excentricidade de 0,391 e possui um semieixo maior de 0,827 UA. O seu periélio leva o mesmo a uma distância de 0,503 UA em relação ao Sol e seu afélio a 1,151 UA.